# Condado de Logan (Illinois)
El condado de Logan (en inglés: Logan County) es un condado en el estado estadounidense de Illinois. En el censo de 2000 el condado tenía una población de 31 183 habitantes. Forma parte del área micropolitana de Lincoln. La sede de condado es Lincoln. El condado fue fundado en 1839 y fue nombrado en honor a John Logan, un congresista estatal de Illinois.

## Geografía

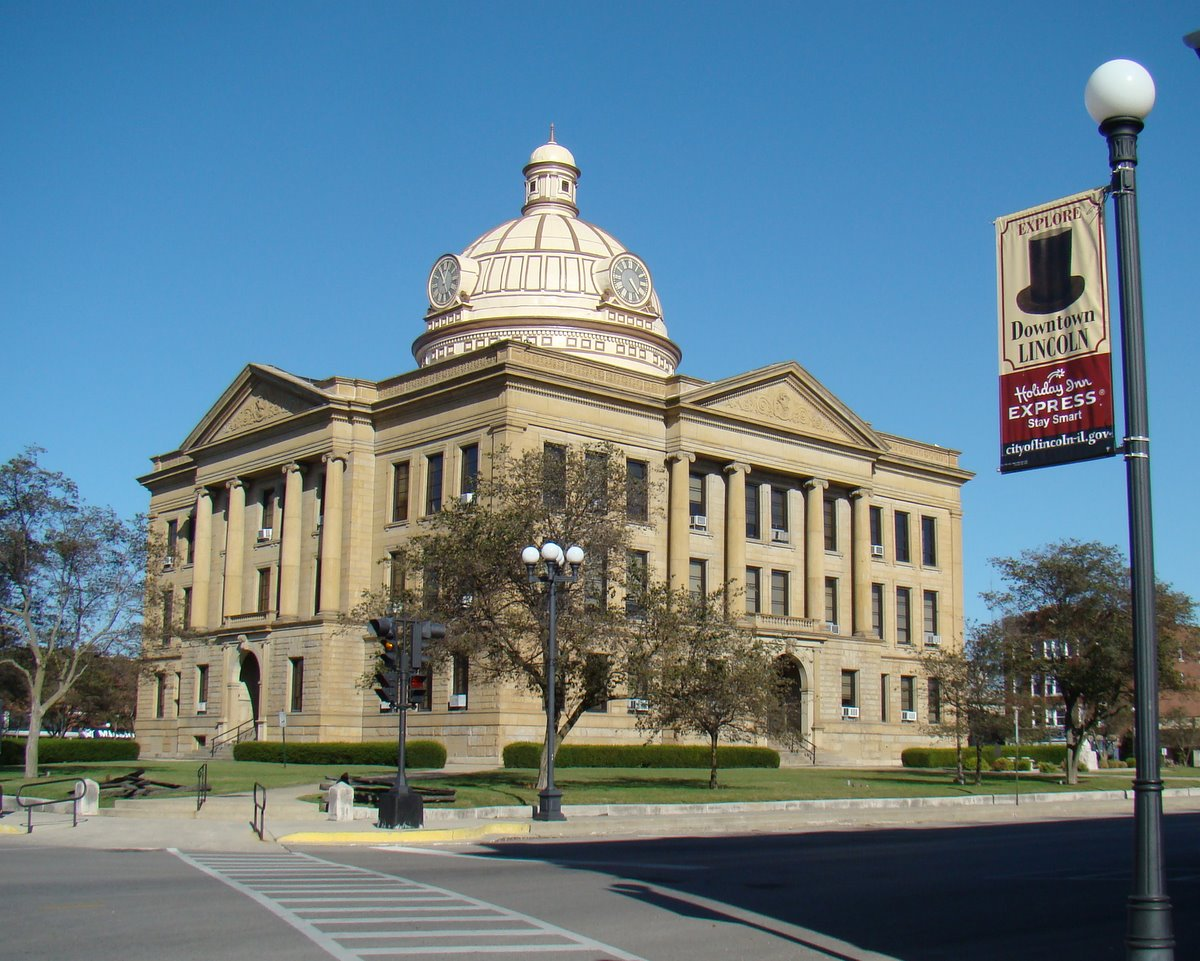
Juzgado del condado de Logan en Lincoln.

Según la Oficina del Censo, el condado tiene un área total de 1603 km² (619 sq mi), de la cual 1601 km² (618 sq mi) es tierra y 2 km² (1 sq mi) (0,14%) es agua.

### Condados adyacentes
- Condado de Tazewell (norte)
- Condado de McLean (noreste)
- Condado de DeWitt (este)
- Condado de Macon (sureste)
- Condado de Sangamon (sur)
- Condado de Menard (oeste)
- Condado de Mason (noroeste)

## Autopistas importantes
- Interestatal 55
- Interestatal 155
- U.S. Route 136
- Ruta Estatal de Illinois 10
- Ruta Estatal de Illinois 54
- Ruta Estatal de Illinois 121

## Demografía
En el  censo de 2000, hubo 31 183 personas, 11 113 hogares y 7579 familias residiendo en el condado. La densidad poblacional era de 50 personas por milla cuadrada (19/km²). En el 2000 había 11 872 unidades habitacionales en una densidad de 19 por milla cuadrada (7/km²). La demografía del condado era de 91,69% blancos, 6,56% afroamericanos, 0,16% amerindios, 0,55% asiáticos, 0,01% isleños del Pacífico, 0,41% de otras razas y 0,62% de dos o más razas. 1,61% de la población era de origen hispano o latino de cualquier raza. 
La renta promedio para un hogar del condado era de $39 389 y el ingreso promedio para una familia era de $48 655. En 2000 los hombres tenían un ingreso medio de $33 015 versus $23 461 para las mujeres. La renta per cápita para el condado era de $17 953 y el 8,10% de la población estaba bajo el umbral de pobreza nacional.

## Ciudades y pueblos
| - Atlanta - Bakerville - Beason - Bell - Broadwell | - Burtonview - Chestervale - Chestnut - Cornland - Croft | - Elkhart - Emden - Evans - Fogarty - Harness | - Hartsburg - Lake Fork - Lawndale - Latham | - Lincoln - Lucas - Middletown - Middletown | - Mount Fulcher - Mount Pulaski - Mountjoy - Narita | - Nueva Holanda - San Jose - Skelton - Union |